# Pelates sexlineatus
Pelates sexlineatus és una espècie de peix pertanyent a la família dels terapòntids.

## Descripció
- Pot arribar a fer 15 cm de llargària màxima.[6][7]

## Alimentació
És omnívor.

## Hàbitat
És un peix marí i d'aigua salabrosa, bentopelàgic i de clima tropical que viu a les àrees costaneres.

## Distribució geogràfica
Es troba a Austràlia, Hong Kong, l'Índia, Papua Nova Guinea, les illes Filipines, Taiwan, Tailàndia i el Vietnam.

## Observacions
És inofensiu per als humans.